# Ametastegia tenera
Ametastegia tenera är en stekelart som först beskrevs av Carl Fredrik Fallén 1808.  Ametastegia tenera ingår i släktet Ametastegia, och familjen bladsteklar. Arten är reproducerande i Sverige.